# Quyền LGBT ở Papua New Guinea
Quyền đồng tính nữ, đồng tính nam, song tính và chuyển giới (tiếng Anh: lesbian, gay, bisexual and transgender; tiếng Hiri Motu: ???; tiếng Tok Pisin: ???) ở Papua New Guinea phải đối mặt với những thách thức pháp lý mà những người không phải LGBT không gặp phải. Hoạt động tình dục đồng giới nam là bất hợp pháp, bị phạt tới 14 năm tù, nhưng luật là không được thi hành.
Thái độ đối với người LGBT chịu ảnh hưởng rất lớn từ các nhà thờ Thiên chúa giáo, vì phần lớn người Papua New Guinean theo đạo Thiên chúa. Trong lịch sử, những người đồng tính nam có những vai trò xã hội nhất định. Họ sẽ đảm nhận các vai nữ truyền thống như nấu ăn và sẽ tham gia với phụ nữ trong các lễ hội truyền thống. Tuy nhiên, một số bộ lạc vẫn thực hành nghi thức đồng tính luyến ái ấu dâm như người Etoro và người Sambia.
Ngày nay, người LGBT có xu hướng dung nạp và chấp nhận nhiều hơn ở các khu vực ven biển so với Cao nguyên New Guinea.

## Bảng tóm tắt
| Hoạt động tình dục đồng giới hợp pháp                                                                                       | (Đối với nam, không được thực thi)/ (Dành cho nữ) |
| Độ tuổi đồng ý | (Dành cho nam)/ (Dành cho nữ)                     |
| Luật chống phân biệt đối xử chỉ trong việc làm                                                                              | No                                                |
| Luật chống phân biệt đối xử trong việc cung cấp hàng hóa và dịch vụ                                                         | No                                                |
| Luật chống phân biệt đối xử trong tất cả các lĩnh vực khác (Bao gồm phân biệt đối xử gián tiếp, ngôn từ kích động thù địch) | No                                                |
| Hôn nhân đồng giới | No                                                |
| Công nhận các cặp đồng giới                                                                                                 | No                                                |
| Con nuôi của các cặp vợ chồng đồng giới                                                                                     | No                                                |
| Con nuôi chung của các cặp đồng giới                                                                                        | No                                                |
| Người LGBT được phép phục vụ công khai trong quân đội                                                                       | No                                                |
| Quyền thay đổi giới tính hợp pháp                                                                                           | No                                                |
| Truy cập IVF cho đồng tính nữ                                                                                               | No                                                |
| Mang thai hộ thương mại cho các cặp đồng tính nam                                                                           | No                                                |
| NQHN được phép hiến máu | No                                                |